# Le Vaisseau de l'enfer
Pour plus de détails, voir Fiche technique et Distribution.
Le Vaisseau de l'enfer (Dead Fire) est un téléfilm canadien réalisé par Robert Lee, diffusé en 1997.

## Synopsis
Après que la Terre fut dévastée, les rares survivants trouvent refuge à bord d'un vaisseau spatial. Tandis que la population est placée en hibernation, une scientifique tente de recréer un écosystème viable. De leur côté, les militaires prennent le contrôle du vaisseau par la force...

## Fiche technique
- Titre : Le Vaisseau de l'enfer
- Titre original : Dead Fire
- Réalisation : Robert Lee
- Scénario : Chris Hyde et Andrew J. McEvoy
- Production : Michelle Gahagan et Lloyd A. Simandl
- Musique : Peter Allen
- Photographie : David Pelletier
- Montage : Richard Benwick et Derek Whelan
- Costumes : Zdena Jaros
- Pays d'origine : Canada
- Format : Couleurs - 1,33:1 - Stéréo - 35 mm
- Genre : Science-fiction
- Durée : 101 minutes
- Date de diffusion : 19 juillet 1997 (États-Unis)

## Distribution
- Colin Cunningham : Cal Brody
- Monika Schnarre : Kendall Black
- Matt Frewer : Max Durbin
- C. Thomas Howell : Tucker
- Rachel Hayward : Alexa Stant
- Lucie Zednícková : Celeste
- Gerard Whelan : Mathers
- Robert Russell : Holden
- Jim Thorburn : Danner
- Milan Gargula : Earl
- Richard Toth : Gizmo
- Petr Drozda : Salem Jones
- Martin Hub : Otto Klein
- Karel Vávrovec : Pitt Digger
- Dusan Hyska : Rainey

## Autour du film
- Le cinéaste et le compositeur ont également travaillé ensemble sur Otages en péril (1996), Act of War (1998), Tueur pour cible (1999) ou The Operative (2000).